# Jindřich Freiwald

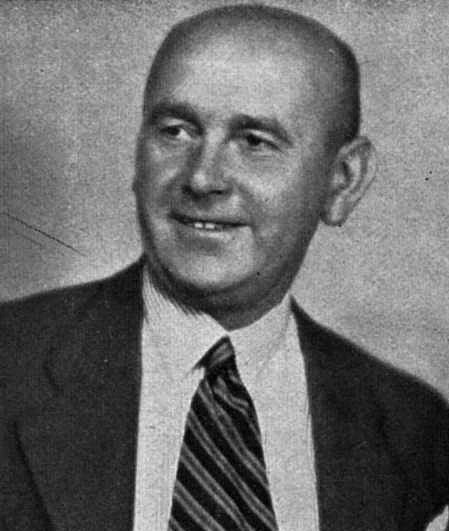
Jindřich Freiwald

Jindřich Freiwald (* 6. Juni 1890 in Hronov; † 8. Mai 1945 in Prag) war ein tschechischer Architekt.

## Leben
Jindřich Freiwald besuchte die Baugewerbeschule in Prag und war ab 1910 Assistent des Architekten Antonín Balšánek, mit dem er an der Ausstattung des Prager Gemeinde- und Repräsentationshauses (Obecní dům) zusammengearbeitet hat. Ab 1913 studierte er Architektur bei Jan Kotěra an der Akademie der Bildenden Künste in Prag. 1921 gründete er mit Jaroslav Böhm in Prag-Karlín eine Baufirma, die mehrere Siedlungen mit Häusern und Villen in den Prager Stadtteilen Smíchov und Dejvice sowie in Kolín, Troppau und Pardubitz errichtete. Außerdem mehrere Bankgebäude, u. a. in Železný Brod, Červený Kostelec, Česká Skalice, Dobruška, Dvůr Králové, Strakonice, Sobotka und Sušice. Für seine Heimatstadt Hronov entwarf er das Theater sowie das Gebäude des Stadtmuseums. Weitere Theaterbauten wurden in Chrudim und Kolín errichtet. Außerdem baute er Fabrikgebäude für den Flugzeughersteller Aero sowie das Kino Aero in Prag.
Kurz vor Kriegsende wurde Jindřich Freiwald am 8. Mai 1945 beim Prager Aufstand von den Nationalsozialisten ermordet. Sein Leichnam wurde zunächst am 11. Mai 1945 am Friedhof des Prager Stadtteils Braník beigesetzt. Ende August 1945 wurde er im Rahmen des 15. Festivals „Jiráskův Hronov“ auf den Friedhof von Hronov umgebettet.

## Einzelnachweise

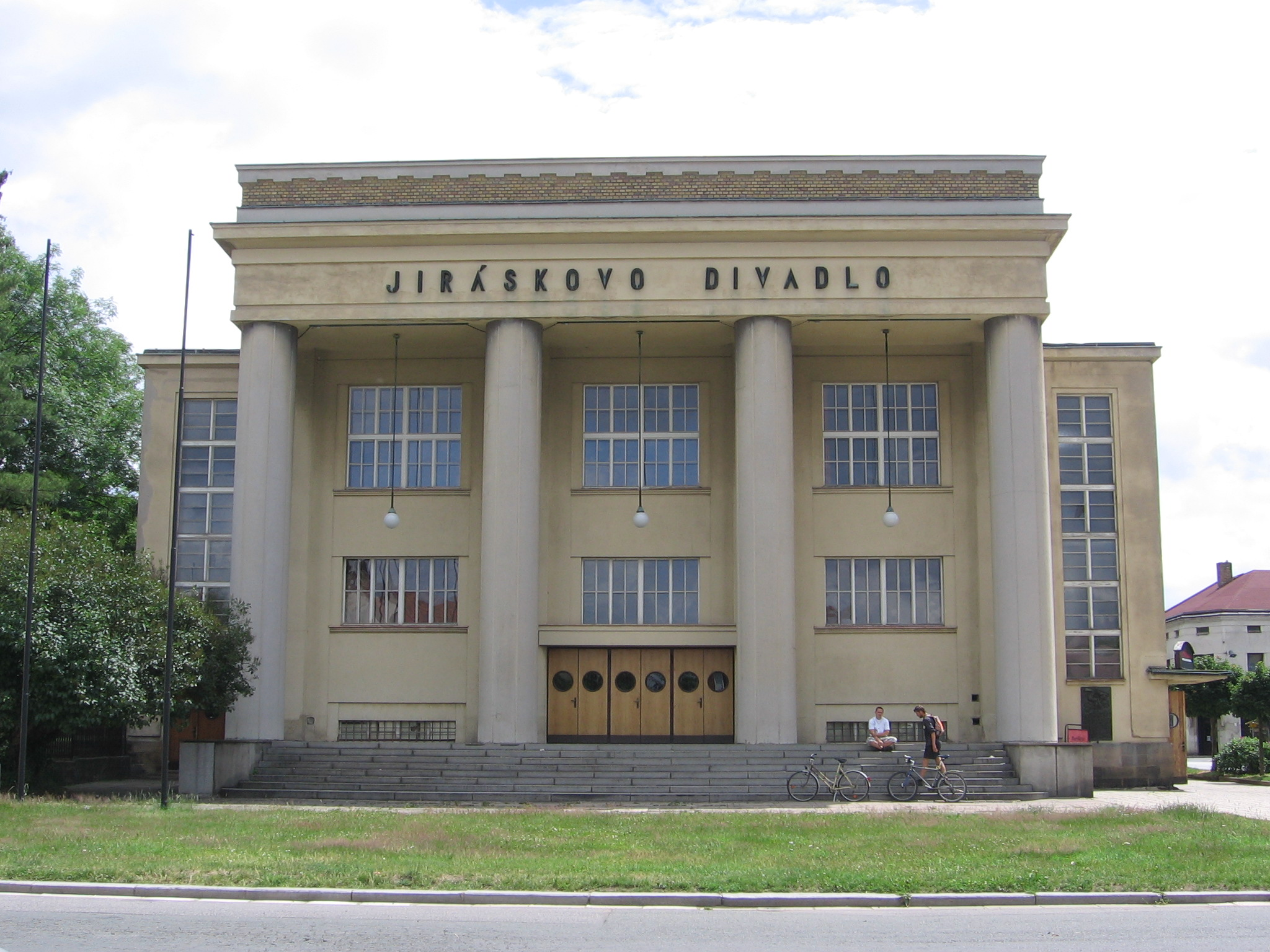
Jirásek-Theater in Hronov
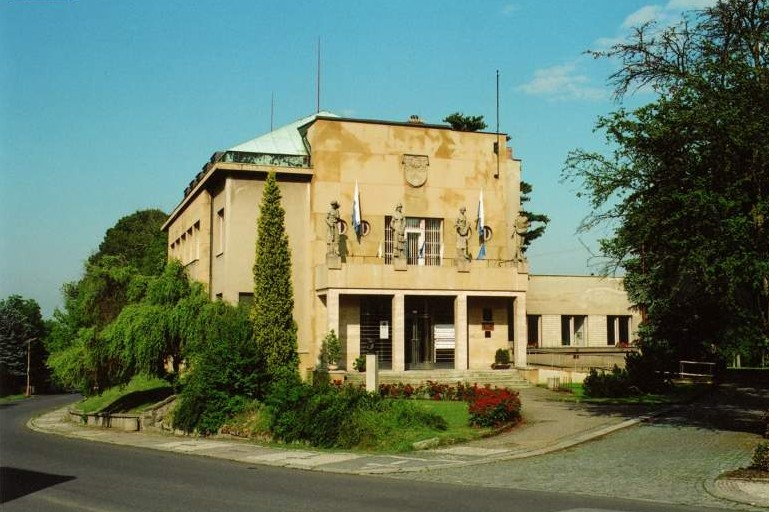
Sparkasse in Sobotka
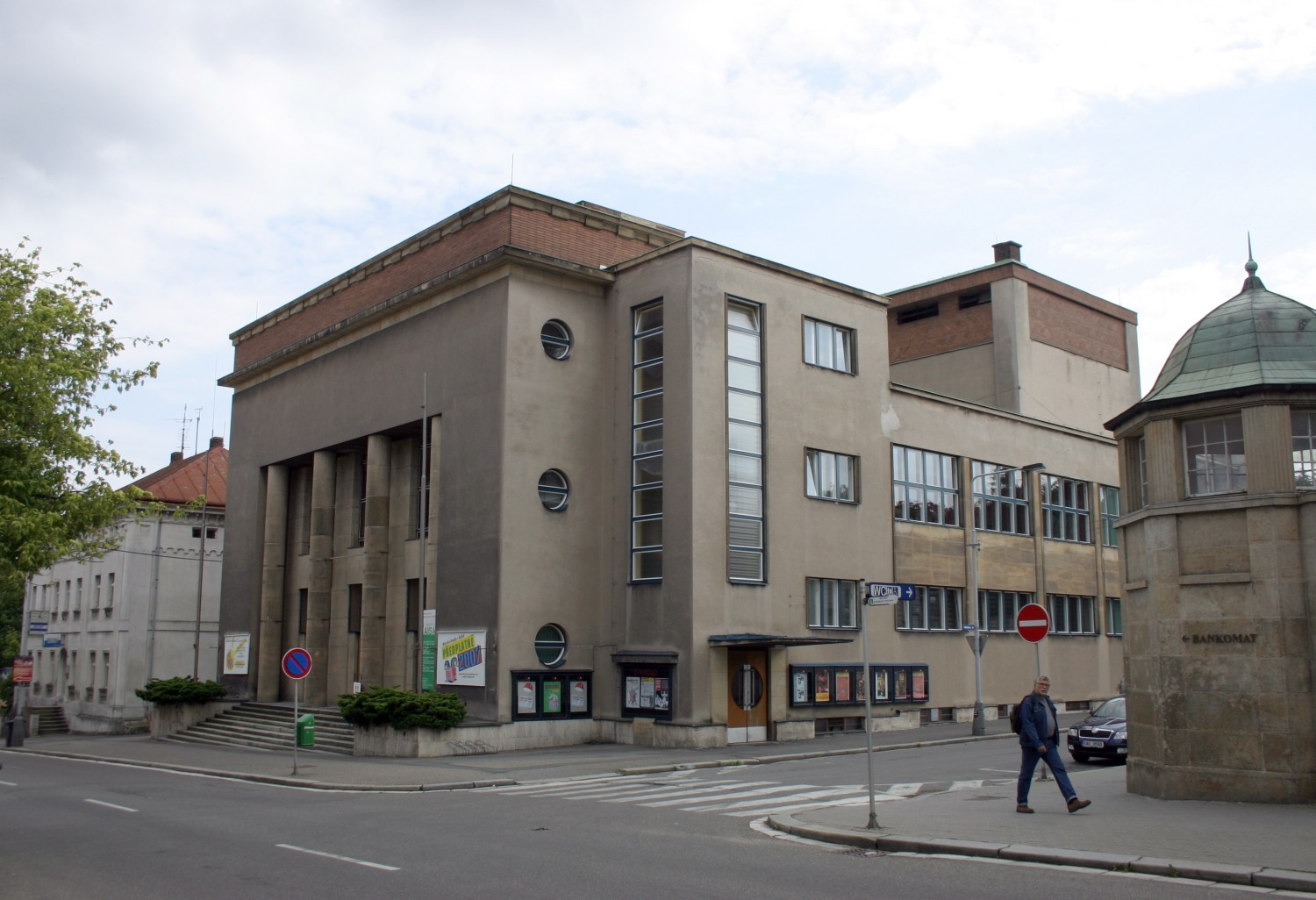
Theater in Kolín
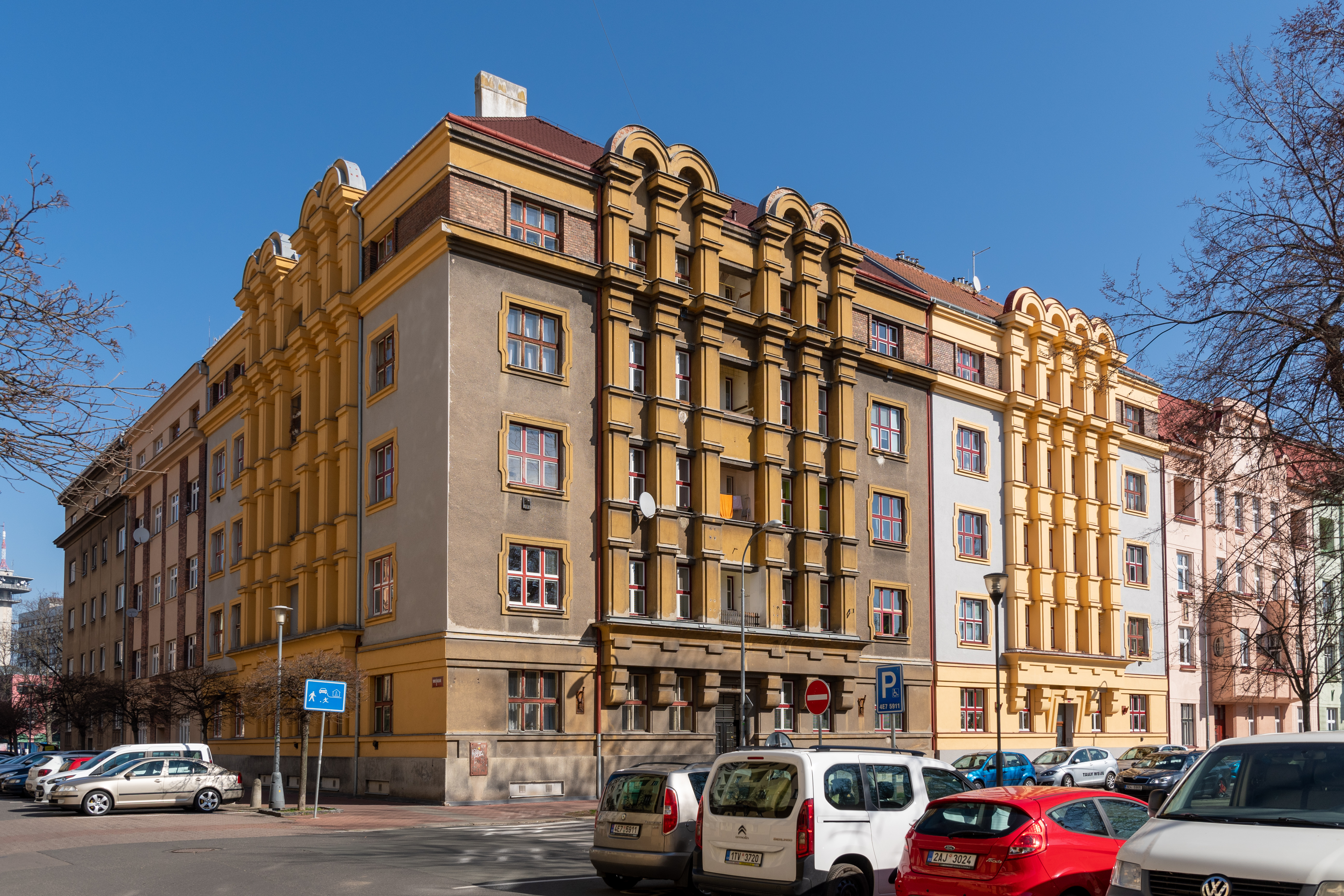
Mietskaserne in Pardubice